# Galunggung

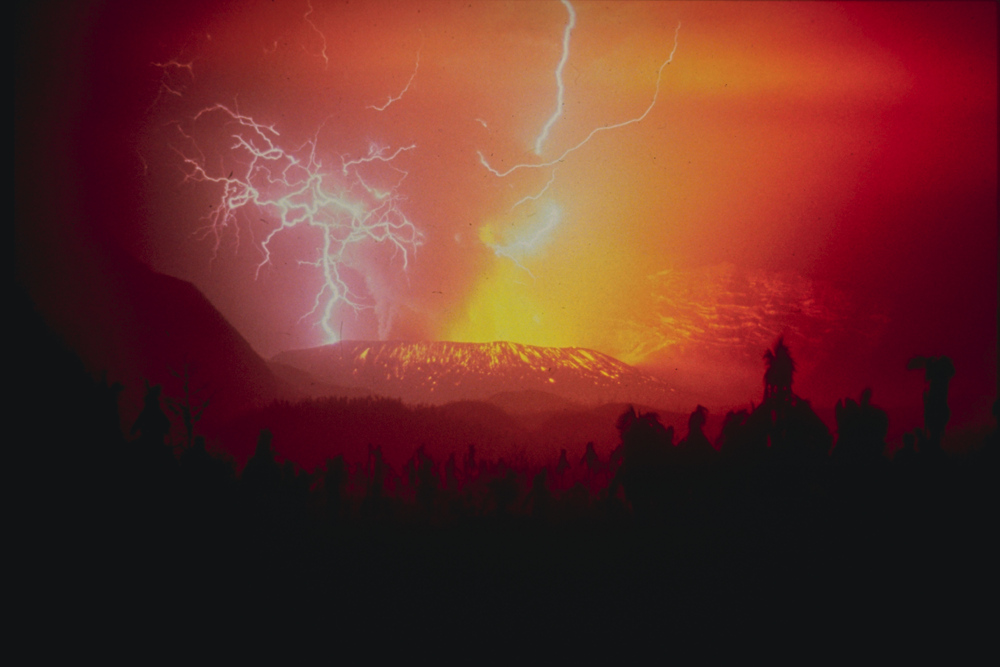
O vulcão Galunggung durante sua erupção em 1982.

Galunggung (em indonésio: Gunung Galunggung) é um estratovulcão localizado na ilha de Java, Indonésia. Suas erupções mais drásticas ocorreram em 1822 e 1982, as quais causaram a morte de várias pessoas e tiveram índices de explosividade vulcânica altas variando entre 4 e 5.